# Museo de Historia Nacional y Arqueología de Constanza
El Museo de Historia Nacional y Arqueología (en rumano, Muzeul de Istorie Națională și Arheologie) es un museo en Constanza (Rumanía). Inaugurado en 1912, es el segundo museo más grande de su tipo en el país, después del de Bucarest. Su colección abarca objetos desde el Paleolítico hasta el siglo XX, si bien destacan la joyería, cerámica, estatuas y elementos arquitectónicos de la edad griega y romana.

## Historia
En 1878, año en que el antiguo Reino de Rumanía adquirió Dobruja septentrional, su primer prefecto, Remus Opreanu, propuso la creación de un museo de arqueología. Esto se llevó a cabo en la propia oficina de Opreanu. Después de que el edificio se incendiara en 1882, las piezas supervivientes se albergaron en el pabellón de un jardín público. Hacia 1911, la colección se encontraba almacenada en una escuela secundaria local. Ese año, Vasile Pârvan, director del Museo Nacional de Antigüedades, escribió un informe solicitando un museo permanente en Constanza; esta se considera su carta fundacional. A partir de 1912, el museo estuvo ubicado en un quiosco en el parque de la ciudad. Se trasladó a un ala del ayuntamiento en 1928, y abrió sus puertas dos años más tarde. El antiguo edificio del ayuntamiento, la sede actual, fue construido entre 1912 y 1921 y diseñado por Victor Ștefănescu en estilo neobrâncovenesc.
Durante la década de 1930 el museo contaba cada vez con mayor afluencia; las donaciones, adquisiciones y excavaciones ampliaban constantemente la colección. En 1937, la sección de arqueología contaba con 272 piezas. En 1957, el museo se reorganizó bajo la dirección de Vasile Canarache y se trasladó a un nuevo edificio, actualmente el Palacio Arzobispal. Contaba con espacio para exposiciones, un laboratorio de restauración, una biblioteca especializada y equipo moderno. Con el tiempo, este espacio también se volvió insuficiente, ya que la sección de historia se limitaba a la Edad Media. En 1977, el museo se trasladó a todo el edificio del ayuntamiento.

## Colección

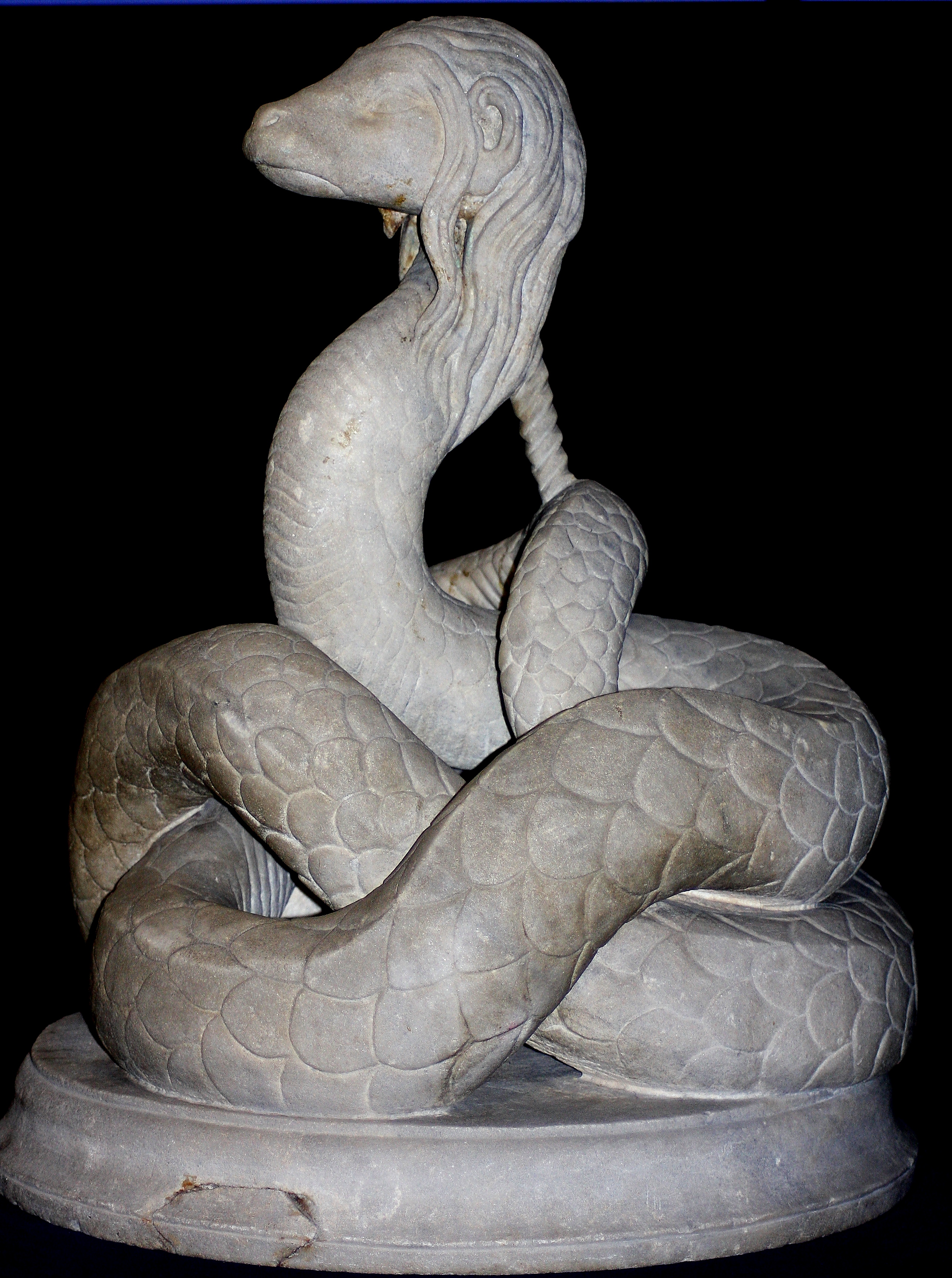
La estatua de Glicón, en mármol.

La planta baja del museo alberga dos salas de hallazgos arqueológicos. La planta intermedia describe la historia antigua y medieval de la región de Dobruja. El piso superior superior está dedicada a la historia moderna, así como a exposiciones temáticas. La colección arqueológica incluye veinticuatro esculturas (estatuas y bajorrelieves) halladas en 1962 durante la excavación de los cimientos de un edificio de apartamentos. Ese mismo verano, 300 000 visitantes presenciaron el descubrimiento, que ha seguido siendo motivo de interés científico. La pieza central es un Glicón que data del siglo II d. C.. Las esculturas de Tique, la divinidad protectora de Tomis (la antigua Constanza), y de Ponto, dios del Mar Negro, datan del mismo período. También conserva un busto de Isis y un relieve que muestra a un jinete tracio, que datan del siglo III.
Otros elementos incluyen un broche de bronce del siglo XVIII encontrado en Vadu en 1989; un collar de oro y vidrio del siglo II o III de Mangalia (antigua Callatis), encontrado en 1985; un medallón de oro y piedra de la excavación de 1962; un pendiente de oro del siglo III o IV con colgante de cabra de Vama Veche; un anillo de oro del siglo II con incrustaciones de gemas de Tomis; y una cruz de oro de los siglos IV al VI con incrustaciones de gemas encontrada en Mangalia en 1983. Asimismo, hay una tumba de tipo hipogeo del siglo IV descubierta en Constanza en 1988. Es conocida por el valor artístico de su interior y sus murales, que presentan elementos tanto de la religión griega antigua como del cristianismo.

## Arquitectura

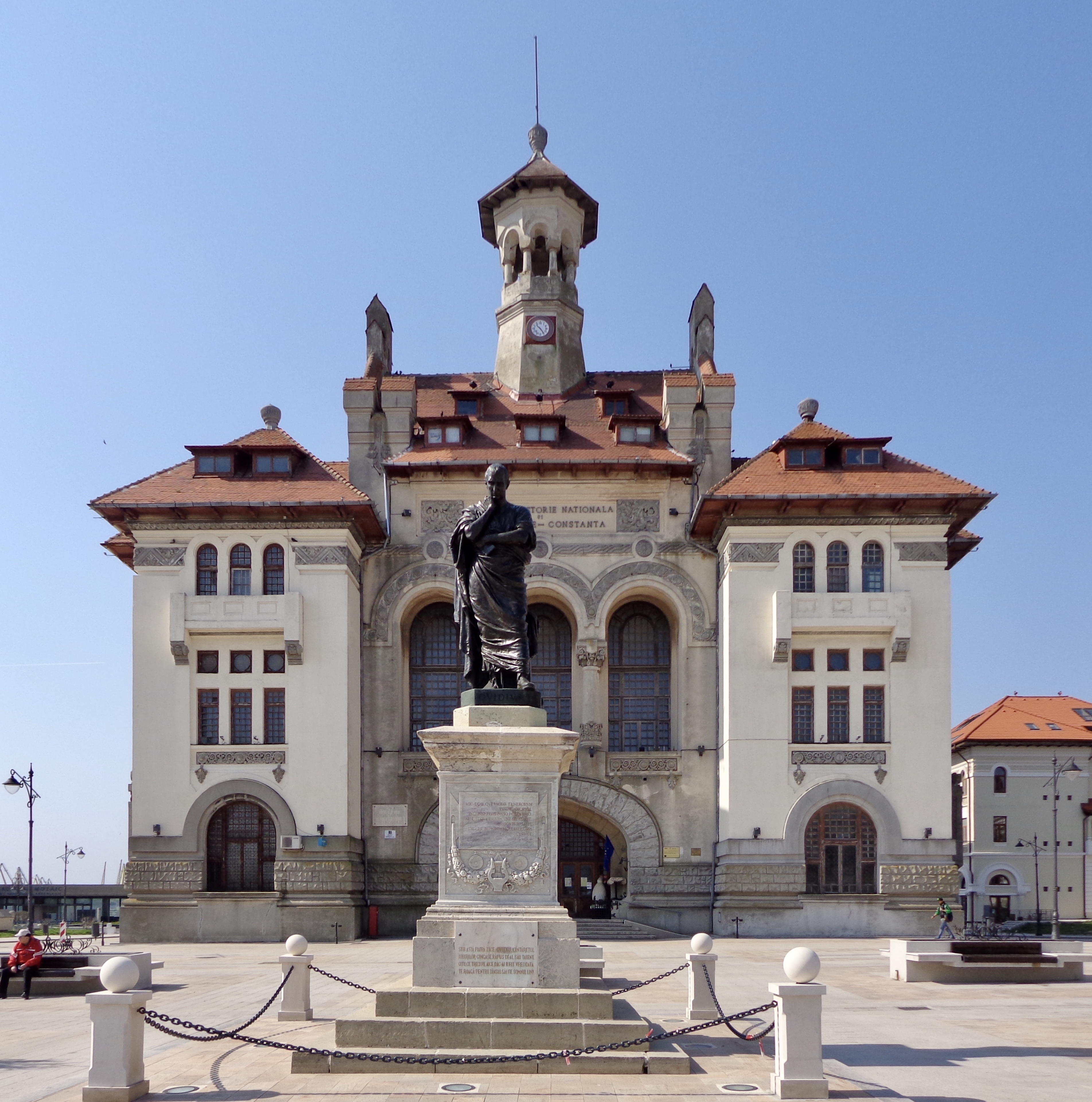
La fachada principal de edificio, con la estatua de Ovidio al frente.

El edificio del museo fue diseñado como ayuntamiento por el arquitecto Victor Ștefănescu. El príncipe Fernando colocó la primera piedra en mayo de 1912. La construcción se detuvo en 1913, se reanudó en el verano de 1914 y se detuvo de nuevo durante la Primera Guerra Mundial. El edificio se inauguró en julio de 1921. Además de su función política y administrativa, albergaba una cervecería en el sótano con capacidad para trescientos clientes; una cafetería y pastelería en un ala de la planta baja y un restaurante en la otra. La estructura es de estilo neorrenacentista rumano, con logia, columnas y pequeñas ventanas. En su momento, fue criticada por su excesivo coste y por bloquear el viento del mar, creando una isla de calor. El Ministerio de cultura de Rumanía catalogó al inmueble como monumento histórico.